# Sex on the Beach
Sex on the Beach là một loại cocktail có cồn chứa vodka, rượu schnapps đào, nước cam và nước ép nam việt quất. Các loại cocktail thường được tiêu thụ trong những tháng mùa hè. Đây là một loại cocktail tiêu chuẩn của Hiệp Hội Bartender Quốc tế (IBA).

## Những loại chính
Đồ uống này gồm hai loại chính:
- Loại thứ nhất có rượu  vodka, rượu schnapp đào, nước cam ép, nước ép nam việt quất. Đây là một trong số những loại cocktail chính thức của Hiệp Hội Bartender Quốc tế (IBA)
- Loại thứ hai làm từ rượu vodka, rượu Chambord, rượu chanh Midori, nước dứa ép và nam việt quất. Loại đồ uống này có mặt trong cuốn sách Hướng dẫn pha chế chính thức của Mr.Boston.[1]

Các nguyên liệu được lắc đều với đá trong bình pha chế cocktail và được rót ra một chiếc cốc cao. Thi thoảng nó được pha với lượng nhỏ và dùng như một loại shooter.

## Biến thể
Một số biến thể đôi khi được gọi bằng cùng một tên:
- Công thức của quán Hard Rock Cafe được dựa trên cách thứ hai, sử dụng vodka, rượu Midori, Chambord, nước chanh, nước ép dứa và xi-rô đường, lắc và rót lên đá trong ly Collins.
- Các biến thể khác sử dụng cả nước cam và dứa ép.
- Rượu rum dừa thường được thay thế cho vodka.
- Xi-rô Grenadine đôi khi được sử dụng thay thế cho nước ép nam việt quất, đặc biệt là ở những vùng khó tìm được nước ép nam việt quất.
- Amaretto thỉnh thoảng được thêm vào để tăng hương vị
- Sex on the Beach thường được pha chế làm một shot bằng cách sử dụng một nửa vodka, một nửa schnapps đào và một chút xi-rô grenadine.
- Một biến thể khác gồm Vodka cơ bản, rượu schnapps đào, nước cam và công thức nước ép nam việt quất có sự thêm vào của schnapps táo. Công thức này có thể được phục vụ như một ly cocktail hoặc một shot.

Một số biến thể phái sinh có tên gọi riêng:
- "Sex on Fire" là Sex on the Beach với rượu Fireball Cinnamon Whiskey thay cho vodka.
- Một ly "sex in the driveway" là biến thể Sex on the beach với nước cam và nước ép nam việt quất được thay thế bằng blue curaçao và Sprite.[2]
- Một ly cocktail "Woo Woo" là biến thể của Sex on the Beach không có nước cam ép.[3]
- Các biến thể không chứa cồn đôi khi được gọi là "Safe Sex on the Beach," "Cuddles on the Beach," hoặc "Virgins on the Beach".[4]